# 久留米運送
久留米運送株式会社（くるめうんそう、英称：KURUME-TRANS Co.,Ltd.）は福岡県久留米市に本社を置く日本の運送会社（一般貨物自動車運送業）である。

## 概要
創業は1924年（大正13年）と歴史は古く、久留米を拠点として九州全域をくまなく網羅した配送ネットワークをもち九州～関東・関西間を太いパイプでつないでいる。
当社は、前身の肥料飼料商万来屋商店がこの年に肥料･飼料の輸送に利用するため、自家用トラック4台ほどを購入して輸送業務を開始し、1951年（昭和26年）7月に資本金80万円を以って福岡県久留米市に一般区域貨物自動車運送事業として久留米運送株式会社を設立。
2006年7月には創業55周年を迎え、現在では一般貨物運送事業はもとより、特別積合せ運送事業、利用運送事業、倉庫事業、自動車整備事業、損害保険代理事業、産業廃棄物収集運搬事業など様々な事業を展開し、九州でも5本の指に入るトップ企業として時代のニーズに応えている。

## 沿革
- 1953年5月　 一般路線貨物貨物運送事業の免許を取得。
- 1955年8月 　下関～大阪間の免許を取得。
- 1963年3月　 東海道路線の免許取得。東京・横浜・名古屋･京都･大阪･神戸の6大都市と九州全域を直結する一大路線網を展開。
- 1972年9月 　九州～東北（矢板）間の免許を取得。
- 1977年5月　 コンピューターを導入し、輸送システムの開発･事務処理の能率向上を図る。
- 1981年6月　 倉庫事業の免許を取得。
- 1984年9月　 全店舗オンライン網を確立。
- 1986年7月　 翌朝7時～10時までの時間指定配送サービス『サービスライナーセブン・テン』の取扱い開始。
- 1992年10月　全店にハンディターミナルを配備。タイムリーな情報提供により貨物追跡システムの品質を高め、サービス向上を図る。
- 1999年8月　 産業廃棄物収集運搬業務の免許を取得。
- 2002年2月　 ハンディターミナルを一新し、車両から貨物追跡情報を送信するリアルタイム・システムを導入。
- 2003年1月　 代金引換配達の『コレクトサービス』を開始。
- 2004年4月　 医薬品専用輸送開始。
- 2005年1月　 営業活動支援管理システム導入。
- 2012年4月　 トナミ運輸、第一貨物と合弁会社設立で基本合意。

## 拠点ならびに営業所一覧

### 本社
- 福岡県久留米市東櫛原町353

### 各支店
関東地区 　
- - 東京店：東京都大田区平和島2丁目
  - 足立店：東京都足立区入谷6丁目
  - 板橋店：東京都板橋区高島平6丁目
  - 江戸川店：東京都江戸川区臨海町4丁目
- 神奈川支店：神奈川県伊勢原市下落合
  - 横浜南店：神奈川県横浜市金沢区幸浦2丁目
  - 千葉さくら店：千葉県佐倉市西御門
  - 千葉ゆめ店：千葉県野田市木野崎
  - さいたま店：埼玉県さいたま市岩槻区長宮
  - 入間店：埼玉県入間市二本木
  - 矢板店：栃木県矢板市中

中部地区
- 名古屋支店：愛知県名古屋市西区見寄町
  - 名古屋みなと店：愛知県名古屋市港区藤前2丁目
  - 浜松店：静岡県袋井市木原

関西地区
- 北大阪支店：大阪府茨木市宮島2丁目
  - 京都店：京都府京都市南区吉祥院観音堂南町
  - 滋賀店：滋賀県守山市大門町
- 大阪支店：大阪府大阪市西淀川区福町3丁目
- 東大阪支店：大阪府東大阪市本庄中1丁目
  - 神戸店：兵庫県神戸市東灘区魚崎浜町
  - 兵庫店：兵庫県神戸市西区平野町黒田

中国地区
- - 広島店：広島県広島市西区草津港3丁目
  - 岡山店：岡山県岡山市中区倉富

北部九州地区
- 北九州支店：福岡県北九州市小倉北区西港町
  - 飯塚店：福岡県鞍手郡小竹町南良津
  - 遠賀店：福岡県遠賀郡水巻町猪熊
  - 下関店：山口県下関市大字楠乃4丁目
  - 行橋店：福岡県行橋市大字辻垣
- 福岡支店：福岡県糟屋郡粕屋町大字仲原
  - 福岡インター支店：福岡県福岡市東区蒲田2丁目
  - 筑紫野店：福岡県筑紫野市大字立明寺
  - 前原店：福岡県糸島市神在
- 久留米支店　※（本社所在地に同じ）
  - 久留米アルカディア事業所：福岡県久留米市宮の陣3丁目
  - 大牟田店：福岡県大牟田市四山町
  - みらい九州支店：福岡県三井郡大刀洗町鵜木
  - 柳川店：福岡県柳川市大字東蒲池
  - 朝羽店：福岡県久留米市田主丸町大字長栖椋ヶ本
    - 八女荷扱所：福岡県八女市今福

西九州地区
- 佐賀支店：佐賀県小城市三日月町堀江
  - 唐津店：佐賀県唐津市久里
  - 武雄北方店：佐賀県武雄市北方町志久
  - 長崎店：長崎県西彼杵郡時津町浜田郷
  - 佐世保店：長崎県佐世保市新行江町
  - 諫早店：長崎県諌早市貝津町

東九州地区
- 大分支店：大分県大分市豊海5丁目
  - 中津店：大分県中津市大字犬丸
- 宮崎支店：宮崎県宮崎市阿波岐原町
  - 延岡店：宮崎県延岡市土々呂町6丁目
  - 都城店：宮崎県都城市神乃山町
  - 日南店：宮崎県日南市東弁分乙
  - 佐伯店：大分県佐伯市大字鶴望
  - 日田店：大分県日田市大字花月
    - 玖珠荷扱所：大分県玖珠郡玖珠町塚脇

南九州地区
- 熊本MEGA支店：熊本県上益城郡嘉島町下六嘉
  - 熊本大津店：熊本県菊池郡大津町平川
  - 八代店：熊本県八代市敷川内町
  - 人吉店：熊本県人吉市下添田町
  - 菊池店：熊本県菊池市出田
  - 嘉島店（旧：松橋店）：熊本県上益城郡嘉島町下六嘉　※熊本MEGA支店に同じ
  - 天草店：熊本県天草市有明町大島子
- 鹿児島支店：鹿児島県鹿児島市西別府町
  - 鹿児島南店：鹿児島県南九州市川辺町野崎
  - 出水店：鹿児島県出水市野田町下名
  - 鹿屋店：鹿児島県鹿屋市永野田町
  - 川内店：鹿児島県薩摩川内市隈之城町
  - 隼人店：鹿児島県霧島市隼人町真孝

### 流通センター
- 神奈川流通センター
- 名古屋流通センター
- 大阪流通センター
- 兵庫流通センター
- 北九州流通センター
- 福岡流通センター
- 福岡インター流通センター
- 福岡小郡流通センター
- 久留米流通センター
- 大分流通センター
- 熊本流通センター
- 宮崎流通センター
- 都城流通センター
- 日向流通センター
- 鹿児島流通センター

## 事業内容
特別積合せ輸送
- 小さな荷物から大きな荷物まで全て全国発送

引越輸送
- 引越便利便

宅配
- 宅配便利便

特別便
- 関東・中部・関西間深夜特急『便利便』
- 関東・中部・関西⇔九州特急『便利便』
- 九州間深夜特急『便利便』
- 九州⇒東京『翌朝便』
- 関東⇒九州『翌日便』

時間指定配送
- サービスライナーセブン・テン
- サービスライナービジネス便

※翌朝7時～10時の間において指定された時間に配送（一部店舗を除く）
通信販売商品輸送
- 通販便利便
- コレクトサービス

貸切貨物輸送（チャーター便）
即日配送
- 北部九州当日便（北九州・福岡・久留米・佐賀・熊本）
- カゴンマ当日便（鹿児島市近郊のみ）

保冷・冷凍輸送
- リトル・エスキモー

ビジネスバッグ輸送
- ビジネス便利便

医薬品専用輸送
JITBOXチャーター便

## 関連会社

### 物流
- 日本物流ネットワーク関東
  - 本社(神奈川流通センター)
  - 横浜支店(横浜南店)
- 日本物流ネットワーク東海
  - 本社(名古屋流通センター)
  - 滋賀営業所
- 大阪物流サービス
  - 本社(大阪流通センター)
  - 東大阪営業所
  - 兵庫営業所(兵庫流通センター)
- 久留米物流サービス
  - 本社(久留米流通センター)
  - 朝羽営業所(朝羽店)
  - 小郡営業所(福岡小郡流通センター)
- 福岡ロジステイクスサービス
  - 倉庫部門
    - 本社(福岡インター流通センター)
    - 福岡営業所(福岡流通センター)
    - 北九州営業所(北九州流通センター)

  - 運輸部門
  - 特積部門(福岡インター店)

### 運輸
- ダイキューグループ
  - 栃木ダイキュー運輸(矢板店)
  - 静岡ダイキュー運輸(浜松店)
  - 名古屋ダイキュー運輸(名古屋港店)
  - 下関ダイキュー運輸(下関店)
  - 北九州ダイキュー運輸(行橋店)
  - 遠賀ダイキュー運輸(遠賀店)
  - 前原ダイキュー運輸(前原店)
  - 柳川ダイキュー運輸(柳川店)
  - 中津ダイキュー運輸(中津店)
  - 佐賀ダイキュー運輸
    - 本社(唐津店)
    - 武雄北方営業所(武雄北方店)

  - 長崎ダイキュー運輸(長崎店)
  - 佐世保ダイキュー運輸(佐世保店)
  - 人吉ダイキュー運輸(人吉店)
  - 熊本ダイキュー運輸(鹿本店)
  - 宮崎ダイキュー運輸(日南店)
  - 延岡ダイキュー運輸(延岡店)
  - 都城ダイキュー運輸(都城店)
  - 出水ダイキュー運輸(出水店)
  - 鹿屋ダイキュー運輸(鹿屋店)
  - 鹿児島ダイキュー運輸(川内店)
- 福大運送
  - 本社
  - 福岡松田営業所
  - 筑紫野営業所(筑紫野店)
  - アサヒ飲料事業所
  - 鳥栖営業所
- 信栄運送
  - 本社
  - 諫早営業所(島原店)
  - 武雄営業所
  - 佐賀営業所
- 熊本通運
  - 本社
  - 八代支店
  - 熊本流通センター営業所(熊本流通センター)　※旧熊本支店跡に所在
  - 熊本大津営業所(熊本大津店)
  - 熊本駅営業所
  - 松橋営業所(松橋店)
  - 天草営業所(天草店)
- 新日本運送
  - 本社(鹿児島流通センター)
  - 伊集院営業所
  - 隼人営業所(隼人店)
  - 鹿児島南営業所(鹿児島南店)
- 宮崎物流サービス
  - 本社(宮崎流通センター)
  - 都城営業所(都城流通センター)
  - 日向営業所(日向流通センター)
- 大分物流サービス
  - 本社
  - 宇佐営業所(大分流通センター)
  - 日田営業所(日田店)
  - 佐伯営業所(佐伯店)
- ジャパンロードライン
- 福岡物流サービス

### 整備
- マルキュー整備
  - 久留米本社工場
  - 大牟田工場
  - 熊本工場
  - 北大阪工場
  - 滋賀工場
  - 武雄工場
  - 諫早工場
  - 時津工場
  - 佐賀工場
  - 宮崎工場
  - 都城工場
  - 鹿児島工場
  - 遠賀工場
  - 新門司工場
  - 福岡工場
  - 大分工場

### その他
- 堅榮
- 勝榮
- 崇榮
- 久留米情報システム
  - 本社
  - 商事部
  - カフェアルカディア
- ジャパンビジネスクリエート
- 佐賀高速運輸
- 東久興業
  - 本店
  - 戸畑店
  - 小郡店
- 日本ロジスティックプランニング
- アートマーキング

## 合弁会社
- ジャパン・トランズ・ライン